# Liste der Monuments historiques in Gourdon (Alpes-Maritimes)
Die Liste der Monuments historiques in Gourdon (Alpes-Maritimes) führt die Monuments historiques in der französischen Gemeinde Gourdon auf.

## Liste der Bauwerke
| Bezeichnung       | Beschreibung                  | Standort | Kennzeichnung | Schutzstatus | Datum | Bild           |
| ----------------- | ----------------------------- | -------- | ------------- | ------------ | ----- | -------------- |
| Kirche St-Vincent | Erbaut im 12. Jahrhundert     | (Lage)   | PA00080726    | Inscrit      | 1931  | weitere Bilder |
| Schloss           | Erbaut ab dem 12. Jahrhundert | (Lage)   | PA00080725    | Inscrit      | 1972  | weitere Bilder |